# Bistum Saint-Flour
Das französische Bistum Saint-Flour (lateinisch Dioecesis Sancti Flori, französisch Diocèse de Saint-Flour) wurde am 20. Februar 1317 begründet und gehört dem Erzbistum Clermont als Suffraganbistum an. Bischofssitz ist Saint-Flour im Département Cantal. Das Gebiet des Bistums entspricht dem des Départements.
Am 6. Oktober 1822 wurde das Bistum Le Puy-en-Velay herausgelöst.

## Weblinks

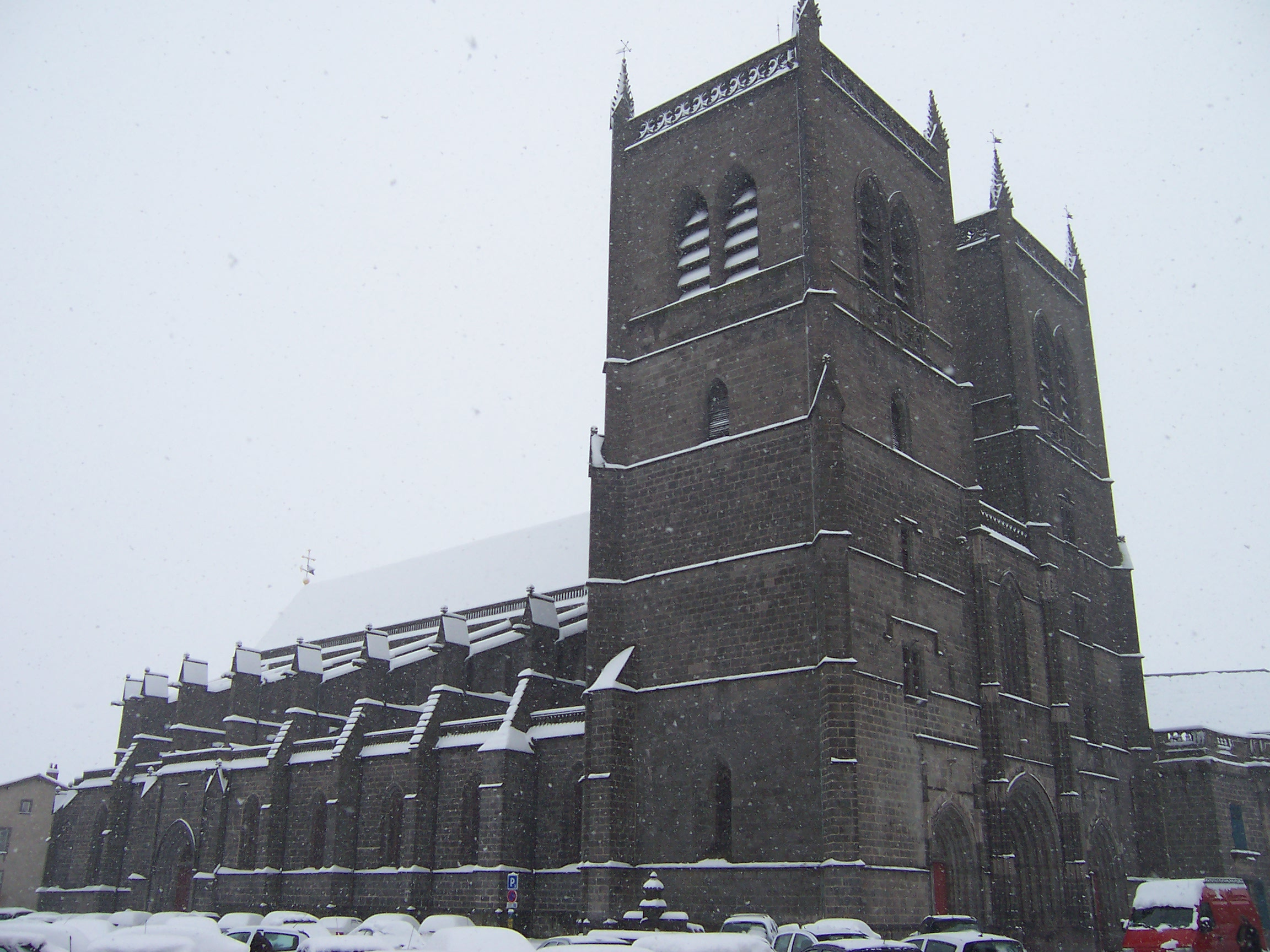
Kathedrale Saint-Pierre-et-Saint-Flour